# Emil Maurice
Emil Maurice (Westermoor, 19 de enero de 1897-Múnich, 6 de febrero de 1972) fue uno de los primeros miembros del Partido Nacional Socialista Obrero Alemán (NSDAP), de la Schutzstaffel (SS) y uno de los amigos personales de Adolf Hitler durante los primeros tiempos del Partido Nazi. Junto a Erich Kempka fue uno de los chóferes personales de Hitler.

## Biografía

### Primeros años y asociación con Hitler
Relojero de profesión, Maurice entró desde muy pronto en contacto con Adolf Hitler; la amistad personal entre ambos data al menos de 1919, cuando ambos eran miembros del Partido Obrero Alemán (DAP). Con la fundación del Sturmabteilung en 1920, Maurice se convirtió de hecho en el Oberster SA-Führer (Líder Supremo de las SA).
En 1923 Maurice también se hizo miembro de la Stabswache (Guardia Personal), un pequeño grupo separado de guardaespaldas dedicado exclusivamente a la protección de Hitler, a diferencia de los grupos armados de masas como las SA. A la Stabwache se le confirió la misión de proteger a Hitler durante los encuentros y congresos del Partido Nazi. A finales de ese año, la unidad de guardaespaldas fue renombrada como Stoßtrupp (Tropa de Choque) "Adolf Hitler". Maurice, Julius Schreck, Joseph Berchtold, y Erhard Heiden eran todos ellos miembros de la Stoßtrupp. El 9 de noviembre de 1923 la Stoßtrupp, junto con las SA y otras unidades paramilitares, tomó parte en el fallido Putsch de la Cervecería en Múnich. Tras los sucesos del Putsch, Rudolf Hess, Maurice y otros líderes nazis fueron encarcelados en la Prisión de Landsberg. Mientras estuvo en prisión con Hitler, Maurice tomó parte activa en la redacción de Mein Kampf y de hecho es mencionado en el libro. Durante estos meses tanto el Partido Nazi como todas sus organizaciones relacionadas, incluida la Stoßtrupp, fueron prohibidas.
Después de que Hitler saliera de prisión, el Partido Nazi fue nuevamente legalizado y refundado oficiosamente. En 1925, Hitler ordenó la formación de una nueva unidad de guardaespaldas, el Schutzkommando (unidad de protección). Esta unidad fue formada por Julius Schreck e incluía a antiguos miembros Stoßtrupp, a Maurice y Heiden. Poco después de su creación, la estructura del Schutzkommando fue aumentada a toda la organización nacional del NSDAP y sería renombrado sucesivamente como Sturmstaffel (Escuadrón de Asalto), y finalmente, el 9 de noviembre de 1925, como la Schutzstaffel (SS). Hitler se convirtió en el miembro número 1 de las SS y Emil Maurice se convirtió en el número 2. Para entonces se había convertido en el SS-Führer de la nueva organización, aunque el liderazgo de las SS sería asumido realmente por Schreck, el primer Reichsführer-SS. Maurice entonces se convirtió en el chófer de Hitler. Desde este nuevo puesto entró en contacto con la sobrina de Hitler, Geli Raubal, con la que mantuvo una relación amorosa. Este hecho llevaría a que Hitler prescindiera de sus servicios como chófer.
Cuando en 1932 las SS se reorganizaron y expandieron, Maurice se convirtió en un oficial de alto rango de las SS, y finalmente sería promovido al rango SS-Oberführer. Si bien Maurice nunca se convirtió en un alto comandante de las SS, su estatus como miembro de las SS número 2 le confirió crédito como uno de los fundadores de la organización. Heinrich Himmler, que una última instancia se acabaría convirtiendo el comandante supremo de las SS, era en realidad el miembro número 168 de las Schutzstaffel.

### Conflicto con Himmler y sus orígenes judíos
Después de que Himmler se hubiera convertido en el jefe de las SS, Maurice entró en conflicto con el Reichsführer-SS por las reglas de pureza racial de Himmler para los oficiales de las SS. Los problemas empezaron en 1935, cuando tuvo que presentar los detalles de su historia familiar antes de que se le permitiese contraer matrimonio. Todos los oficiales de las SS debían probar su pureza racial, al igual que la de los miembros de su familia, y resultó que Maurice tenía ascendencia judía: Charles Maurice Schwartzenberger (1805–1896), el fundador del Teatro Thalia en Hamburgo, era su bisabuelo. Himmler, cuando tuvo conocimiento sobre el asunto, declaró: "sin lugar a dudas...Maurice es, de acuerdo a su mesa ancestral, de ascendencia no aria". Himmler recomendó que Maurice fuera expulsado de las SS, junto a otros miembros de su familia, pero para su disgusto Hitler acudió en protección de su antiguo amigo, obligando a Himmler a readmitirlo y a hacer una excepción como "Arios honorarios".

### Vida posterior
En 1936 se convirtió en diputado al Reichstag por la circunscripción de Leipzig y desde 1937 ejerció como presidente de la Cámara de Comercio de Múnich. Durante la Segunda Guerra Mundial, entre 1940 y 1942 sirvió como oficial de la Luftwaffe. Tras la contienda, en 1948, fue sentenciado a cuatro años en un campo de trabajos forzados.
Falleció el 6 de febrero de 1972.